# بحر بوهاي

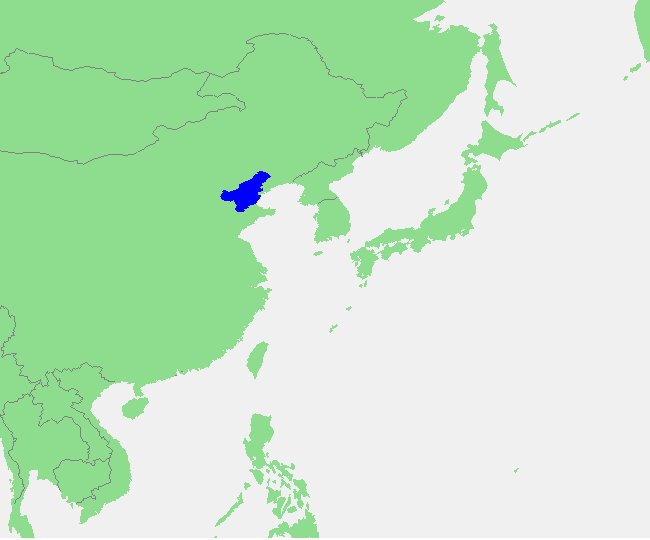
موقع البحر في الصين

بحر بوهاي المعروف أيضا باسم الخليج بوهاي، بوهاي، أو هاي بو، هو أعمق من خليج البحر الأصفر على الساحل من شمال شرق الصين. ومساحته حوالي 78,000 كيلومتر مربع (30,116 ميل مربع) في منطقة قريبة من بكين، عاصمة الصين، وهو ما يجعلها أحد أكثر الممرات البحرية ازدحاما في العالم.
الامتداد الشمالي الغربي والأعمق للبحر الأصفر، والذي يتصل به من الشرق عبر مضيق بوهاي خليج متوسط الحجم، بحر بوهاي محاط بثلاث مقاطعات وبلدية واحدة تدار مباشرة من ثلاث مناطق مختلفة من الصين - مقاطعة لياونينغ (شمال شرق الصين)، مقاطعة خبي وبلدية تيانجين (شمال الصين)، ومقاطعة شاندونغ (شرق الصين). يعتبر بحر بوهاي بأكمله جزءًا من المياه الداخلية لجمهورية الصين الشعبية ومركز حافة بوهاي الاقتصادية. قربها من العاصمة الصينية بكين وبلدية تيانجين يجعلها واحدة من أكثر الممرات البحرية ازدحامًا في العالم.

## التاريخ
حتى أوائل القرن العشرين، وكان غالبا ما يطلق بو هاي خليج Chihli (直隶 تشي لي) أو خليج بيتشي  لي (المبسطة الصينية: 直隶 北 ؛ بينيين: Běizhílì). وكانت تشي لي من المقاطعات التاريخية في المنطقة المحيطة ببكين.

## الجغرافيا
يحد بحر بوهاي ياودونغ وشبه جزيرة شاندونغ. لقد أصبحت واحدا من الطرق البحرية ازدحاما في الآونة الأخيرة. هناك ثلاث فتحات داخل بحر بوهاي: ايتشو خليج إلى الجنوب، وخليج لياودونغ في الشمال، وخليج بوهاي إلى الغرب.
هناك ثلاث خلجان رئيسية داخل خليج بوهاي: خليج لايتشو في الجنوب، وخليج بوهاي في الغرب، وخليج لياودونغ في الشمال. التقسيمات الإدارية على مستوى المقاطعات التي لها خط ساحلي إلى بحر بوهاي هي من الجنوب تسير في اتجاه عقارب الساعة: شاندونغ وخبي وتيانجين (تينتسين) وخبي مرة أخرى ولياونينغ. بعض الأنهار الرئيسية التي تصب في الخليج تشمل النهر الأصفر ونهر شياو تشينغ ونهر هاي ونهر لوان ونهرداي ونهر دالينج ونهر اسالونج ونهر لياو ونهر دالياو. يوجد عدد قليل من احتياطيات النفط المهمة في محيط الخليج، بما في ذلك حقل شنجلي. الجزر المهمة أو مجموعات من الجزر في الخليج تشمل تشانجشان أرخبيل جزر تشانغشان)، جزيرة جزيرة جوهوا، جوي جبل بجيا، جزيرة تشانغشينغ، جزر شرق/غرب ماي، جزيرة تشو.

### مضيق بوهاي
يحد افتتاح خليج بوهاي أرخبيل تشانغشان بين منطقة لوشونكو في داليان على الطرف الجنوبي لشبه جزيرة لياودونغ، ورأس بنغلاي في أقصى نتوء شمال شبه جزيرة شاندونغ. نظرًا لقربها من العاصمة بكين وسكان المقاطعات المحيطة بها التي تجاوزت 210 ملايين نسمة، أصبح مخرج خليج بوهاي إلى البحر الأصفر، مضيق بوهاي، أحد أكثر الطرق البحرية ازدحامًا في في الآونة الأخيرة. بسبب سلسلة جزر تشانغشان التي تعبر النصف الجنوبي من المضيق، ينقسم مضيق بوهاي إلى عدة قنوات:
(من الشمال إلى الجنوب، الأكثر استخدامًا بالخط العريض)
- قناة لاوتيشان ، المعروفة أيضًا باسم قناة Lau-ti-shan ، هي الأوسع والأعمق
- قناة داجين
- قناة اسوجيين
- قناة شمال توجي
- قناة جنوب توجي
- قناة تشانغشان، هو الطريق المباشر إلى تيانجين
- قناة دينجسيو، والمعروفة أيضًا باسم قناة ميادو أو مضيق مياوداو، هو الأقرب إلى الشاطئ ولكنه أيضًا الأقل عمقًا

## الموانئ الرئيسية

خطة الممرات البحرية الصينية MSA لبحر بوهاي. تتبع المسارات المخططة عن كثب الممرات البحرية المستخدمة حاليًا

توجد خمسة موانئ رئيسية على طول حافة بحر بوهاي، بطاقة إنتاجية تزيد عن 100 مليون طن، على الرغم من أن ميناء تانغشان ينقسم إلى جينغتانغ وكوفيديان:
- ميناء ينغكو
- ميناء تشينهوانغداو
- ميناء جينغتانغ
- ميناء تانغشان
- ميناء تانغشان كوفيديان
- ميناء تيانجين
- ميناء هوانغوا

عادة ما يتم التعامل مع كوفيديان وجينغتانغ كميناء واحد للأغراض الإحصائية. تعتبر موانئ داليان ويانتاي تقليديا جزءًا من حافة بوهاي، على الرغم من أنها بالمعنى الدقيق للكلمة تقع خارج حدود البحر. وصل ميناء لونغكو إلى 70 مليون طن من البضائع في عام 2013، ومن المتوقع أن يصل إلى 100 مليون طن معلم في المستقبل القريب.

## المدن الرئيسية على طول ساحل بحر بوهاي

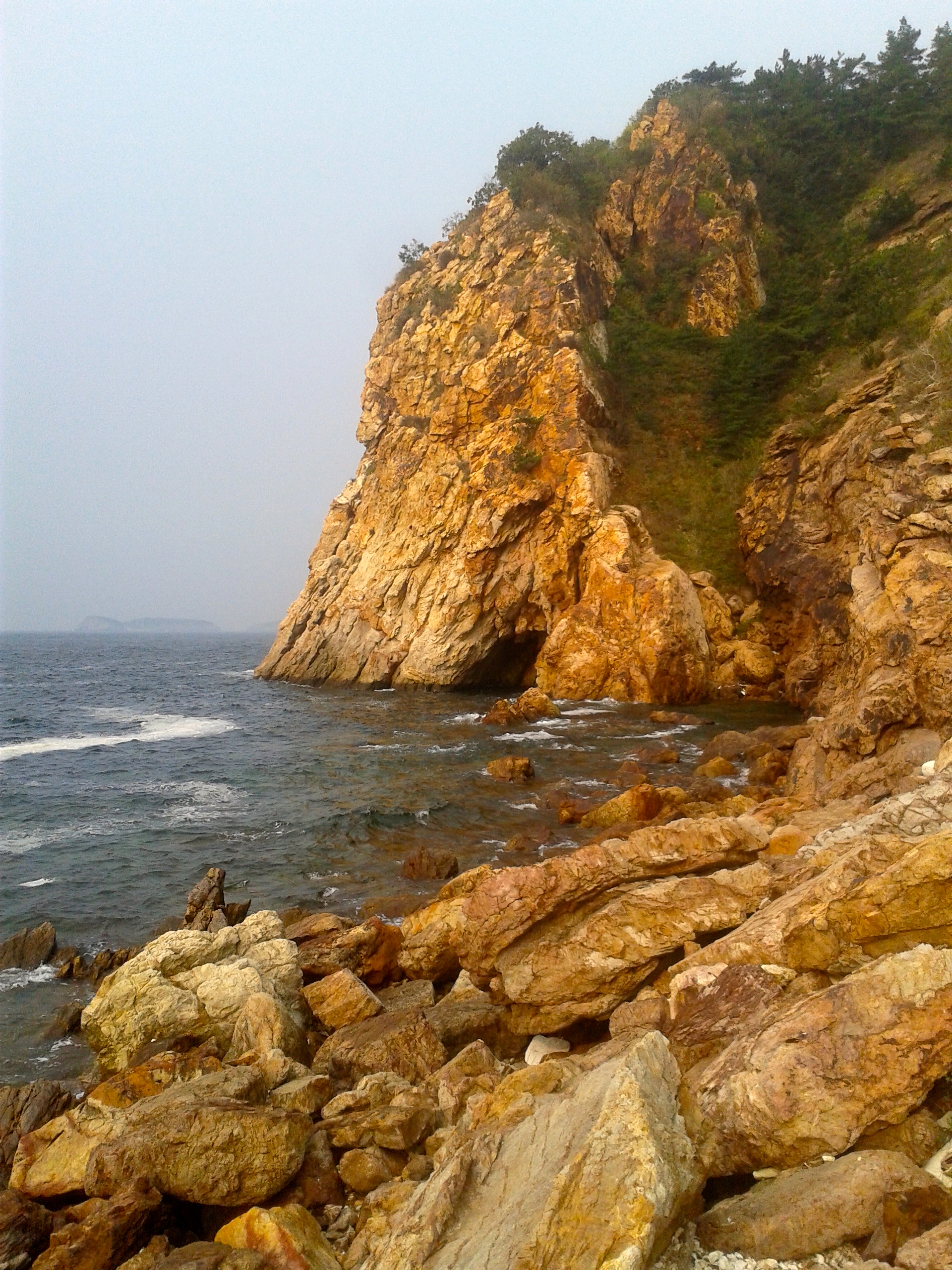
شاطئ صخري في داليان ، لياونينغ

- لياونينغ
  - داليان
  - ينغكو
  - بانجين
  - جينتشو
  - هولوداو
- خبي
  - تشينهوانغداو
  - تانغشان
  - تسانغتشو
- بلدية تيانجين
- شاندونغ
  - يانتاي
  - ويفانغ
  - دونغ ينغ
  - بينزهو

## الموارد الهيدروكربونية
يحتوي خليج بوهاي على احتياطيات كبيرة من النفط والغاز، والتي توفر الكثير من إنتاج الصين البحري. الحقل الرئيسي في المنطقة، المسمى شنجلي، تم استغلاله منذ الستينيات. لا يزال ينتج حوالي نصف مليون برميل في اليوم،  لكنه آخذ في الانخفاض. تهيمن الشركات الصينية الكبرى على الإنتاج (تم إنشاء الشركة الصينية الوطنية للنفط البحري في الغالب لهذه المنطقة) ولكن الشركات الأجنبية بما في ذلك كونوكو فيليبس وشركة نفط روك. تم اكتشاف حقل جيدو الواقع في حوض زهانهوا الرسوبي في عام 1968، بناءً على مسوحات الجاذبية والمغناطيسية والزلزالية التي أجريت بين عامي 1963 و 1964. ويشمل الخزان التكوينات الجيولوجية جيانتاو (ميوسيني) ومينجوازين (بيليوسين) داخل القبة الشبيهة بالقبة. انتيكلين. تم اكتشاف حقل نفط Suizhong 36-1 في عام 1987، وينتج من أحجار أوليجوسين النهرية الدلتا والأحجار الرملية لاسيوسترين. تم الإبلاغ عن انسكاب النفط بشكل متكرر في هذه المنطقة: حدثت ثلاثة انسكابات في إطار زمني مدته شهرين في عام 2011 م .

## نفق عبور
في فبراير 2011، أعلنت الصين أنها ستبني نفقًا للطريق والسكك الحديدية عبر مضيق بوهاي لربط شبه جزيرة لياودونغ وشاندونغ. عند اكتماله، سيكون النفق 106 كيلومتر (66 ميل) طويل. يبدو أن هذه الخطة قد تم استبدالها اعتبارًا من يوليو 2013، مع خطة معدلة تشمل 123 كيلومتر (76 ميل) - نفق طويل بين داليان ولياونينغ ويانتاي، شاندونغ. تعود أصول المفهوم العام إلى خطة عام 1994، والتي كان من المقرر الانتهاء منها بحلول عام 2010 بتكلفة 10 مليارات دولار .